# Памятники Донецка
В Донецке числится 262 памятника истории и культуры, к ним относятся скульптуры, мемориалы, памятные знаки, мемориальные доски. 18 — посвящены Октябрьской революции 1917 года, 9 — гражданской войне, 30 — искусству, 30 — труду, 37 — братских могил, 3 — жертвам фашизма, 3 — деятелям КПСС, 1 — сотрудникам милиции, 1 — основателю города.
Первым памятником Донецка (тогда ещё Юзовки) был памятник Александру II. Он должен был открыться в 1916 году, но разрушился за несколько дней до открытия.
Некоторые памятники являются подарком Донецку от других городов. Так Москва подарила копию Царь-пушки, Бохум — копию колокола, установленного у ратуши, Киев — оригинал скульптуры Архистратига Михаила.
Над памятниками Донецка работали скульпторы: Юрий Балдин, Ефим Белостоцкий, Георгий Беро, Леонид Бринь, Макар Вронский, Наум Гинзбург, Юрий Можчиль, Алексей Олейник, Виктор Пискун, Александр Порожнюк, Александр Рукавишников, Александр Скорых, Николай Ясиненко и другие.
В 2008 году Донецкий городской совет большинством голосов отклонил документ, по которому местные власти были должны сносить памятники советским партийным и государственным деятелям.
В 1990—2000-х годах памятники Донецка периодически подвергаются атакам вандалов — так, в 2005 году был облит краской и исписан надписями памятник Тарасу Шевченко, в конце 2000-х были разбиты мемориальные доски на улице Постышева и Артёма, кроме того были исписаны краской могилы борцов за Советскую власть, памятники Дзержинскому и Артёму.

## Список памятников и скульптурных композиций Донецка

### Будённовский район
| Фото | Год установки | Название                                       | Авторы                                           | Краткое описание | Расположение                                       | Охранный статус                                                                                         |
| ---- | ------------- | ---------------------------------------------- | ------------------------------------------------ | --- | -------------------------------------------------- | --- |
|      | 1946          | Братская могила советских воинов Южного фронта |                                                  | Погибли при освобождении Донецка в Великую Отечественную войну 6-7 сентября 1943 года. Памятник выполнен из железобетона. Высота обелиска 3 м. | ул. Симонова, 14                                   | Памятник истории местного значения (№ 57), взят на государственный учёт 17.12.1969 г. решением № 724    |
|      | 1951          | Памятник С. М. Буденному                       |                                                  | Семён Михайлович Будённый советский военачальник, участник Гражданской войны, командующий Первой Конной армией, один из первых Маршалов Советского Союза, трижды Герой Советского Союза, полный Георгиевский кавалер. В честь него назван Будённовский район Донецка, где установлен памятник. | Будённовская площадь                               | в реестре не указан                                                                                     |
|      | 1957          | Братская могила советских воинов Южного фронта | Скульпторы: Бринь Л. А., Полоник В. П.           | Погибли при освобождении Донецка в Великую Отечественную войну 6 сентября 1943 года. Памятник выполнен из железобетона и кирпича. Размеры скульптуры 3,0 м; 1,6 м, размеры постамента 1,5 х 1,1×1,3 м; 0,6 х 1,5×0,9 м                                                                         | пгт Ларино, ул. Вокзальная, 7.                     | Памятник истории местного значения (№ 55), взят на государственный учёт 17.12.1969 г. решением № 724    |
|      | 1958          | Братская могила борцов за Советскую власть     |                                                  | Посвящён Октябрьской революции и гражданской войне. Выполнен из железобетона и кирпича. Размеры скульптуры: 3,0 м; 1,6 м. Размеры постамента: 0,6 х 1,5×0,9 м. | ул. Волховстроя, 6                                 | Памятник истории местного значения (№ 8), взят на государственный учёт 17.12.1969 г. решением № 724     |
|      | 1959          | Памятник А. С. Пушкину                         | тираж                                            | Александр Сергеевич Пушкин — русский поэт, драматург и прозаик. | ул. Октября, 10. Около Дворца культуры им. Пушкина | Памятник истории местного значения (№ 99), взят на государственный учёт 17.12.1969 г. решением № 724    |
|      | 1961          | Могила Чжана В. (Шен-Ли)                       |                                                  | Чжан Шен-Ли — советский воин, погибший при освобождении Донецка в Великую Отечественную войну 8 сентября 1943 года. Памятник выполнен из гранита. Высота стелы 1,5 м. Размеры плиты 1,3×0,6 м. Памятник реконструирован в 1993 году.                                                           | ул. Оршанская, 8                                   | Памятник истории местного значения (№ 51), взят на государственный учёт 17.12.1969 г. решением № 724    |
|      | 1978          | «Энергетик»                                    | скульптор Бринь Л. А., архитектор Проценко В. Д. | Памятник представителю профессии. Выполнен из железобетона и мраморных плит. Высота скульптуры: 7,9 м. Размеры постамента 3,0 х 6,0×2,0 м | ул. Арктики, 1                                     | Памятник истории местного значения (№ 2008), взят на государственный учёт 19.04.1983 г. решением № 280р |
|      | 1973          | Памятник воинам-землякам                       |                                                  | Посвящён участникам Великой Отечественной войны.. Памятник выполнен из мраморной крошки. Размеры стелы 2,0×1,0 м. | ул. Таганрогская, 19; МРЕО № 1                     | Памятник истории местного значения (№ 2029), взят на государственный учёт 12.02.1975 г. решением № 84   |

### Ворошиловский район
| Фото | Год установки | Название | Авторы | Краткое описание | Расположение                                | Охранный статус                                                                                      |
| ---- | ------------- | --- | --- | --- | ------------------------------------------- | --- |
|      | 1957          | Группа могил борцов за Советскую власть                                                                                                 | архитекторы — Равин Е. А., Куликов Н. В. | Памятник участникам Гражданской войны. Три братских могилы продотрядовцев и две отдельных могилы. Памятник выполен из гранита. Высота обелиска 3,5 м, размер плит 0,6×1,2 м                                                               | ул. Артёма, 36; сквер им. Павших коммунаров | Памятник истории местного значения (№ 3), взят на государственный учёт 17.12.1969 г. решением № 724  |
|      | 1995          | Дом в котором работал Гроссман Василий Семёнович, русский писатель                                                                      | Авторы мемориальной доски: скульптор Балдин Ю. И. и архитектор Кишкань В. П. | Здание городской больницы № 1 (бывшее здание Медицинского института) построено в 1930-е из кирпича. Мемориальная доска из красного гранита установлена в 1995 году на фасаде со стороны ул. Артёма. Размеры мемориальной доски 0,6×1,45 м | ул. Артёма, 77                              | Памятник истории местного значения (№ 18), взят на государственный учёт 29.03.1999 г. решением № 161 |
|      | 1937          | Памятник Дзержинскому | скульптор В. Белашова | Памятники государственным и политическим деятелям | Ворошиловский                               | |
|      | 1953          | Памятник стратонавтам | скульпторы Е. И. Белостоцкий, Э. И. Фридман, Г. Л. Пивоваров, архитектор Н. К. Иванченко                                                                                                 | Памятник деятелям науки и техники | Ворошиловский                               | |
|      | 1954          | Памятник Гурову | скульпторы Е. И. Белостоцкий и Э. М. Фридман, архитектор Н. К. Иванченко | Великая Отечественная война | Ворошиловский                               | |
|      | 1955          | Памятник Тарасу Шевченко | скульпторы: М. К. Вронский, А. П. Олейник, архитектор: В. А. Шарапенко | Памятники деятелям культуры | Ворошиловский                               | |
|      | 1955          | Памятник Берви Флеровскому на его могиле                                                                                                | | Памятники деятелям науки и техники | Ворошиловский                               | |
|      | 1964          | Памятник Гринкевичу | | Великая Отечественная война | Ворошиловский                               | |
|      | 1967          | Памятник Ленину на площади Ленина | скульптор Э. М. Кунцевич, архитекторы Н. К. Иванченко и В. Н. Иванченко | Памятники государственным и политическим деятелям | Ворошиловский                               | |
|      | 1967          | Памятник Артёму | скульптор В. М. Костин, архитекторы Н. К. Яковлев, Н. М. Поддубный | Памятники государственным и политическим деятелям | Ворошиловский                               | |
|      | 1969          | Памятник Пушкину на бульваре Пушкина у драмтеатра                                                                                       | скульптор Наум Абрамович Гинзбург, архитектор С. Томилло | Памятники деятелям культуры | Ворошиловский                               | |
|      | 1977          | Памятник преподавателям, воспитанникам и сотрудникам Донецкого политехнического института                                               | скульптор Ясиненко, Николай Васильевич | Великая Отечественная война | Ворошиловский                               | |
|      | 1997          | Колокол из города-побратима Бохума | копия работы Якоба Майера 1859 года | Дар города-побратима | Ворошиловский                               | |
|      | 1998          | Памятник сотрудникам органов внутренних дел                                                                                             | скульптор Порожнюк А. Н., архитектор — Олейник Ю. П. | Памятник представителям профессий | Ворошиловский                               | |
|      | 2001          | Памятник Джону Юзу | скульптор Скорых, Александр Митрофанович | Памятник видным организаторам промышленного производства | Ворошиловский                               | |
|      | 2001          | Царь-пушка | копия работы Андрея Чохова 1586 года | Дар города-побратима | Ворошиловский                               | |
|      | 2001          | Донецкий парк кованых фигур и резных скульптур                                                                                          | | Произведения кузнечного искусства | Ворошиловский                               | |
|      | 2002          | Статуя «Архистратиг Михаил» у Свято-Преображенского кафедрального собора                                                                | скульптор Георгий Куравский | Дар города-побратима | Ворошиловский                               | |
|      | 2002          | Памятник Туган-Барановскому | скульптор Николай Посполитак | Памятник деятелю науки и техники | Ворошиловский                               | |
|      | 2002          | "Гордость Украины — Анатолий Соловьяненко — «Шахтерский герцог»                                                                         | скульптор Скорых, Александр Митрофанович, архитектор — Вязовский, Виталий Евгеньевич | Памятники деятелям культуры | Ворошиловский                               | |
|      | 2003          | Скифская композиция — Пектораль из кургана Толстая Могила, скифский воин («Золотой скиф») и скифский шлем                               | скульпторы Балдин, Юрий Иванович и Киселёв, Владимир Григорьевич | Памятник археологии и древней культуры | Ворошиловский                               | |
|      | 2005          | Фронтонная фигура Мельпомены на донецком драматическом театре                                                                           | скульптор Балдин, Юрий Иванович | Памятник мифическому персонажу | Ворошиловский                               | |
|      | 2006          | Памятник жертвам чернобыльской катастрофы                                                                                               | скульптор Балдин, Юрий Иванович, архитектор Бучек, Владимир Степанович | Памятник пострадавшим от техногенных катастроф | Ворошиловский                               | |
|      | 2006          | Украинская степь | скульпторы: Пётр Антып, Владимир Бабак, Александр Дьяченко, Александр Мацюк, Владимир Кочмар, Михаил Кушнир, Николай Водяной, Григорий Кудлаенко, Василий Ярыч, Трот Матиас, Пауль Ганди | Памятник природному объекту | Ворошиловский                               | |
|      | 2006          | Памятник The Beatles | скульптор Антипов, Владимир | Памятники деятелям культуры | Ворошиловский                               | |
|      | 2007          | Реки Донбасса | | Памятник природному объекту | Ворошиловский                               | |
|      | 2007          | Пальма Мерцалова у облгосадминистрации                                                                                                  | копия работы Алексея Мерцалова 1898 года, выполнил Евгений Ермак | Произведение кузнечного искусства | Ворошиловский                               | |
|      | 2007          | Скульптурные композиции, олицетворяющие основные промышленные отрасли региона: металлургическую промышленность, угольную промышленность | скульптор Беро, Георгий Леонтьевич | Промышленные отрасли региона | Ворошиловский                               | |
|      | 2007          | Памятник Александру Зиновьевичу Астраханю                                                                                               | скульптор Скорых, Александр Митрофанович | Памятник видным организаторам промышленного производства | Ворошиловский                               | |
|      | 2008          | «Юность» | скульптор Николай Билык | Образец парковой скульптуры | Ворошиловский                               | |
|      | 2008          | Добрый ангел Мира | Авторы концепции Пётр Тимофеевич Стронский и Олег Витальевич Олейник | Памятник мифическому персонажу | Ворошиловский                               | |
|      | 2009          | Памятник Ватутину | скульпторы Пискун, Виктор Фёдорович, Ф. Пискун | Великая Отечественная война | Ворошиловский                               | |
|      | 2010          | памятник страховому агенту в образе Юрия Деточкина, персонажа кинокомедии «Берегись автомобиля»                                         | скульптор Игорь Макогон | Памятник представителю профессии | Ворошиловский                               | |
|      | 2010          | Мемориал 6 Чемпионата Мира по пожарно-спасательному спорту                                                                              | Евгений Щербаков | Памятник представителю профессий | Ворошиловский                               | |
|      | 2014          | «Друг» | скульптор Акмаев, Равиль | Скульптура человека, держащего зонт над собакой | Ворошиловский                               | |
|      | 2023          | «Памятник шахтёрам — защитникам Донбасса»                                                                                               | скульптор Алексей Чебаненко и архитектор Андрей Белый | Памятник был открыт 9 сентября 2023 на площади перед бывшим зданием Правительства Донецкой области. Представляет собой две скульптуры советского и российского военных.                                                                   | Ворошиловский                               | |

### Прочие
| Фото | Год установки             | Название                                                                                                | Авторы | Краткое описание                                          | Район Донецка                                                  |
| ---- | ------------------------- | --- | --- | --------------------------------------------------------- | -------------------------------------------------------------- |
|      | 1953                      | Памятник Зое Космодемьянской                                                                            | скульптор Сергей Гонтарь | Великая Отечественная война                               | Киевский                                                       |
|      | 1954                      | Памятник Богдану Хмельницкому                                                                           | скульптор Павел Гевеке | Памятники государственным и политическим деятелям         | Пролетарский                                                   |
|      | 1957                      | «Непокорённые» (Савва Матёкин, Степан Скоблов, Борис Орлов)                                             | скульптор Владимир Костин | Великая Отечественная война                               | Пролетарский                                                   |
|      | 1957                      | Комсомольцам-подпольщикам                                                                               | скульптор А. Осиченко | Великая Отечественная война                               |                                                                |
|      | 1959                      | Памяти погибших рабочих при взрыве динамита на проходке № 17 Рутченковского рудника 7.02.1928г          | скульптор Леонид Бринь | Памятник пострадавшим от техногенных катастроф            | Кировский                                                      |
|      | 1959                      | Памятник Пушкину у Дома Культуры имени Пушкина                                                          | | Памятники деятелям культуры                               |                                                                |
|      | 1961                      | Памятник В. В. Куйбышеву                                                                                | скульпторы В. М. Костин, К. Водопьянова, архитектор — Н. К. Яковлев                                                                   | Памятники государственным и политическим деятелям         | Куйбышевский                                                   |
|      | 1961                      | Памятник С. М. Кирову                                                                                   | Памятник установлен в 1961 году | Памятники государственным и политическим деятелям         | Кировский                                                      |
|      | 1961                      | Памятник Ивану Яковлевичу Франко                                                                        | | Памятники деятелям культуры                               | Кировский                                                      |
|      | 1963                      | Памятник Пушкину в парке завода химреактивов                                                            | скульптор Казанская Л. П. | Памятники деятелям культуры                               | Куйбышевский                                                   |
|      | 1965                      | «Жертвам фашизма»                                                                                       | скульптор Бринь, Леонид Артёмович, художник Можчиль, Юрий, архитектор Н. Дроздов                                                      | Великая Отечественная война                               | Ленинский                                                      |
|      | 1967                      | Борцам за советскую власть                                                                              | скульптор Наум Абрамович Гинзбург, архитектор С. Томилло                                                                              | Памятник участникам Гражданской войны                     | Кировский                                                      |
|      | 1967                      | Слава шахтёрскому труду                                                                                 | скульптор Ракитянский, Константин Ефимович, архитектор Вигдергауз, Павел Исаакович                                                    | Памятник представителям профессий                         | Киевский                                                       |
|      | 1968                      | Памятник Г. И. Петровскому                                                                              | скульптор — Сергей Алексеевич Гонтарь                                                                                                 | Памятники государственным и политическим деятелям         | Петровский                                                     |
|      | 1969                      | Памятник Максиму Горькому                                                                               | скульптор Бринь Леонид Артёмович | Памятники деятелям культуры                               | Калининский                                                    |
|      | 1970                      | Памятник преподавателям, воспитанникам и сотрудникам Донецкого медицинского института                   | скульптор Ясиненко, Николай Васильевич                                                                                                | Великая Отечественная война                               | Калининский                                                    |
|      | 1970                      | «Живые — бессмертным»                                                                                   | автор В.Я. Милютин | Великая Отечественная война                               | Ленинский                                                      |
|      | 1974                      | Памятник погибшим в годы Великой Отечественной войны жителям Куйбышевского района                       | архитектор В. В. Лукашук | Великая Отечественная война                               | Куйбышевский                                                   |
|      | 1974                      | «Мать Героиня» Величко Ирина Герасимовна (1902—1974)                                                    | скульптор Бринь Леонид Артёмович | Памятник Матери Героине.                                  | Железобетон. Установлен на могиле, кладбище шахты № 29, Донецк |
|      | 1975                      | Монумент погибшим, в сквере у клуба завода резинотехнических изделий                                    | архитекторы В. Е. Алфёров, В. П. Кишкань                                                                                              | Великая Отечественная война                               | Куйбышевский                                                   |
|      | 1977                      | Памятник Максиму Горькому                                                                               | скульптор Ясиненко, Николай Васильевич, архитектор Бучек, Владимир Степанович                                                         | Памятники деятелям культуры                               | Калининский                                                    |
|      | 1971                      | Бюст М. И. Калинина                                                                                     | скульптор Бринь Леонид Артёмович | Памятники государственным и политическим деятелям         | Калининский                                                    |
|      | 1980                      | Памятник медицинской сестре                                                                             | скульптор А. Н. Порожнюк | Великая Отечественная война                               | Калининский                                                    |
|      | 1980                      | Памятник Ивану Ткаченко                                                                                 | скульпторы Л. П. Казанская и Н. А. Баранов, архитектор Н. М. Поддубный                                                                | Великая Отечественная война                               | Ленинский                                                      |
|      | 1981                      | Авиаторам и участникам боёв за освобождение Донбасса в годы Великой Отечественной войны 1941—1943 годов | | Великая Отечественная война                               | Киевский                                                       |
|      | 1983                      | Мемориал у шурфа шахты № 4/4-бис                                                                        | скульпторы Петрикин В.И. и Киселёв В. Г.                                                                                              | Великая Отечественная война                               | Калининский                                                    |
|      | 1984                      | «Освободителям Донбасса»                                                                                | скульпторы Балдин, Юрий Иванович, А. Н. Порожнюк, архитекторы В. П. Кишкань и М. Я. Ксеневич, инженер-конструктор Райгородецкий Е. Л. | Великая Отечественная война                               | Киевский                                                       |
|      | 1990                      | Памятный знак в честь журналистов и писателей, погибших в Великой Отечественной войне                   | скульптор Балдин, Юрий Иванович, архитектор В. Кишкань                                                                                | Великая Отечественная война                               | Киевский                                                       |
|      | 1996                      | Памятник погибшим воинам-афганцам                                                                       | скульптор — Порожнюк А. Н., архитектор Темкин Е. М.                                                                                   | Воинам, погибшим при выполнении интернационального долга. | Киевский                                                       |
|      | 1998                      | Бравый солдат Швейк                                                                                     | скульптор Пискун, Виктор Фёдорович | Памятник литературному герою                              | Куйбышевский                                                   |
|      | 1999                      | Пальма Мерцалова у «Эксподонбасса»                                                                      | копия работы Алексея Мерцалова 1898 года, автор копии Сергей Каспрук                                                                  | Произведение кузнечного искусства                         | Киевский                                                       |
|      | 1999                      | Памятник Сергею Бубке                                                                                   | скульптор Ясиненко, Николай Васильевич, архитектор Бучек, Владимир Степанович                                                         | Представителям спорта высоких достижений                  | Киевский                                                       |
|      | 2001                      | Воинам-автомобилистам — воспитанникам ОСОАВИАХИМ-ДОСААФ-ОСОУ                                            | | Великая Отечественная война                               | Калининский                                                    |
|      | 2001                      | Героям-лётчикам донецкого авиационного клуба ОСОАВИАХИМ-ДОСААФ-ОСОУ                                     | | Великая Отечественная война                               | Калининский                                                    |
|      | 2001                      | Памятник Дегтярёву Владимиру Ивановичу                                                                  | скульптор Юрий Балдин, архитектор — Артур Лукин                                                                                       | Памятники государственным и политическим деятелям         | Киевский                                                       |
|      | 2001                      | Памятник исцелившемуся больному                                                                         | скульпторы Павел Чесноков и Юрий Балдин                                                                                               | Памятник кинематографическому герою                       | Киевский                                                       |
|      | 2003                      | Памятник Кобзону                                                                                        | скульптор Александр Рукавишников | Памятники деятелям культуры                               | Киевский                                                       |
|      | 2003                      | Памятник женщине-матери                                                                                 | скульптор Калантарян, Карлен по эскизу Николая Ясиненко                                                                               |                                                           |                                                                |
|      | 2005                      | Памятник жертвам политических репрессий                                                                 | скульптор Александр Порожнюк, архитектор Бучек, Владимир Степанович                                                                   | Памятник жертвам политических репрессий                   | Кировский                                                      |
|      | 2006                      | Памятник герою-спасателю                                                                                | скульптор В. Ф. Пискун с сыновьями Фёдором и Владимиром                                                                               | Памятник представителю профессий                          | Ленинский                                                      |
|      | 2006                      | Памятник воинам-интернационалистам, погибшим в Афганистане                                              | В. Ф. Пискун | Памятник воинам-интернационалистам                        | Петровский                                                     |
|      | 2006                      | Памятник жертвам Холокоста                                                                              | скульптор Балдин, Юрий Иванович, архитектор — Вигдергауз, Павел Исаакович                                                             | Великая Отечественная война                               | Ленинский                                                      |
|      | 2007                      | Памятник студенту                                                                                       | скульпторы: Николай Новиков, Дмитрий Илюхин                                                                                           | Памятник представителю профессии                          |                                                                |
|      | 2010                      | Памятник Валерию Арсенову                                                                               | | Памятник воину-интернационалисту                          |                                                                |
|      | 2011                      | Памятник Кириллу и Мефодию                                                                              | скульпторы: Сергей Панченко, Дмитрий Снигирь,Виталий Шкаренко                                                                         |                                                           |                                                                |
|      | 2015                      | Аллея ангелов                                                                                           | Автор идеи мемориала Игорь Мартынов, скульптор памятника Денис Селезнёв.                                                              | Вооружённый конфликт на востоке Украины                   | Киевский                                                       |
|      | ????                      | Кладбище немецких военнопленных                                                                         | | Великая Отечественная война                               | Кировский                                                      |
|      | ????                      | Воинам-лидиевцам павшим в боях за Родину в 1941—1945 годах                                              | | Великая Отечественная война                               | Кировский                                                      |
|      | ????                      | Памятник Ф. И. Толбухину                                                                                | скульптор Балдин, Юрий Иванович, архитектор Лукин, Артур Львович                                                                      | Великая Отечественная война                               | Калининский                                                    |
|      | ????                      | Слава воинам шахтёрам                                                                                   | | Великая Отечественная война                               |                                                                |
|      | ????                      | Памятник Масловскому Виктору Николаевичу                                                                | ???? | Великая Отечественная война                               | Ленинский                                                      |
|      | ????                      | Памятник Металлургу                                                                                     | | Памятник представителю профессии                          | Ленинский                                                      |
|      | ????                      | Поляна сказок                                                                                           | |                                                           | Киевский                                                       |
|      | ????                      | Памятник Д. И. Менделееву в ботаническом саду Памятник Д. И. Менделееву в ботаническом саду             | | Памятник деятелям науки и техники                         | Калининский                                                    |
|      | ????                      | Памятник Николаю Куценко                                                                                | | Великая Отечественная война                               | Кировский                                                      |
|      | ????                      | Памятник первой политической стачке шахтёров и мастеров Рутченково                                      | | Памятник участникам классовой борьбы в Донбассе           | Кировский                                                      |
|      | ???? первая половина 60-х | Памятник шахтёру. В парке возле шахты Абакумова в г. Донецке                                            | Бринь Леонид Артёмович |                                                           | Кировский                                                      |

Памятник матери село Орлово-Ивановка

## Исчезнувшие памятники
| Изображение | Год установки | Год исчезновения | Название                                 | Авторы                                    | Место установки                                                     |
| ----------- | ------------- | ---------------- | ---------------------------------------- | ----------------------------------------- | ------------------------------------------------------------------- |
|             | 1916          | 1916             | Памятник Александру II                   | Автор проекта Николай Николаевич Гаврилов | Площадь за преображенской церковью (теперь сквер Павших коммунаров) |
|             |               |                  | Памятник Сталину                         |                                           | Центральный парк культуры и отдыха имени А. С. Щербакова            |
|             | 1933          | 1977             | Первый памятник Максиму Горькому         | Блох Элеонора Абрамовна                   | Сквер Горького                                                      |
|             |               |                  | Первый памятник Ленину на площади Ленина |                                           | площадь Ленина                                                      |
|             |               | 2001             | Горельефный поясок                       | Бринь Леонид Артёмович                    | Гостиница Донбасс                                                   |
|             |               |                  | Памятник Ломоносову                      |                                           | напротив входа в третий учебный корпус ДПИ, в 1950—1960-е           |
|             | 2011          | 2011             | Памятник честному гаишнику               | Александр Сирота, Огнев Юрий              | пр. Мира 8, возле ресторана «ХайВэй 99 %»                           |
|             |               |                  |                                          |                                           |                                                                     |

## Планируемые и нереализованные памятники
В Донецке могут появиться:
- Памятник погибшим шахтёрам[31]
- Футбольному клубу «Металлург»[32]
- Льву Толстому[33]
- Сергею Прокофьеву[34]
- Памятник партизанам и подпольщикам[35]
- 31 марта 2007 года в газете «Донбасс» была напечатана статья об установке памятника «Путин в кимоно» скульптора Зураба Церетели у донецкого горисполкома. Статья оказалась первоапрельским розыгрышем.[36]
- Женщинам-шахтёрам[37]
- 500-летию Кальмиусской паланки
- Жертвам голодомора

## Мемориальные доски
В честь известных дончан установлен ряд мемориальных досок:
| Фото | Год установки        | В честь кого/чего установлена                   | Надпись на доске | Авторы                                         | Тема                                                        | Место установки |
| ---- | -------------------- | ----------------------------------------------- | --- | ---------------------------------------------- | ----------------------------------------------------------- | --- |
|      |                      | 383-я шахтёрская стрелковая дивизия             | У цьому будинку в серпні 1941 містився штаб 696-го стрілецького полку 383-ої орденів Червоного Прапору і Суворова ІІ ступеня Шахтарської стрілецької дивізії |                                                | Великая Отечественная война                                 | |
|      |                      | 383-я шахтёрская стрелковая дивизия             | У цьому будинку в вересні 1941 р. містився штаб 383-ої орденів Червоного Прапору і Суворова ІІ ступеня Шахтарської стрілецької дивізії |                                                | Великая Отечественная война                                 | |
|      | 25 октября 2007 года | Альтер, Михаил Савельевич                       | У цьому будинку в 1988—2005 роках жив та працював учасник Великої Вітчізняної війни, відомий Донецький журналіст, історик-краєзнавець, Альтер Самуїл Завеліович. |                                                | Памятник деятелю культуры                                   | На фасаде жилого дома по просп. Театральному д.24                                                                                         |
|      |                      | Улица Артёма                                    | |                                                | Памятник государственному и политическому деятелю           | На фасаде жилого дома № 66 по ул. Артёма, у входа в детскую музыкальную школу № 1                                                         |
|      |                      | Байдебура, Павел Андреевич                      | |                                                | Памятник деятелю культуры                                   | На фасаде жилого дома по ул. Артёма 138                                                                                                   |
|      |                      | Благовещенский, Николай Николаевич              | |                                                | Памятник деятелю науки и техники                            | На фасаде городской больницы № 1 (бывшее здание Медицинского института) со стороны ул. П. Постышева                                       |
|      |                      |                                                 | |                                                | Памятник участникам Гражданской войны                       | |
|      |                      | Дегтярёв, Владимир Иванович                     | |                                                | Памятник государственному и политическому деятелю           | Установлена на здании по ул. Артёма 74 у входа в Ворошиловский в г. Донецке совет (бывшее здание Донецкого областного комитета КПСС)      |
|      |                      | Двужильный, Юрий Михайлович                     | |                                                | Памятник Герою Советского Союза Великая Отечественная война | Установлена на правом углу главного фасада здания средней школы № 2 (ул. Артёма 129А)                                                     |
|      |                      | Дзержинский, Феликс Эдмундович                  | |                                                | Памятник государственному и политическому деятелю           | |
|      |                      |                                                 | |                                                | Памятная доска о строительстве здания                       | Установлена на фасаде здания экономико-правового факультета Донецкого национального университета                                          |
|      |                      |                                                 | |                                                | Памятная доска об участниках строительства здания           | Установлена на фасаде здания экономико-правового факультета Донецкого национального университета                                          |
|      |                      |                                                 | |                                                | Памятник павшим в годы Великой Отечественной войны          | Установлена в правой части фасада жилого здания по улице Университетской 51                                                               |
|      |                      |                                                 | |                                                | Великая Отечественная война                                 | |
|      |                      |                                                 | |                                                | Памятник деятелю культуры                                   | |
|      |                      | Гроссман, Василий Семёнович                     | |                                                | Памятник деятелю культуры                                   | На фасаде здания городской больницы № 1 (бывшее здание Медицинского института) со стороны ул. Артёма                                      |
|      |                      | Памятная доска о памятнике архитектуры          | |                                                | Памятник архитектуры                                        | Установлена на здании городского управления внутренних дел (ул. Челюскинцев 53)                                                           |
|      |                      | Храм Александра Невского                        | |                                                | Памятник архитектуры                                        | |
|      |                      | Храм Иоанна Воина                               | |                                                | Памятник архитектуры                                        | Установлена на храме в сквере у Донецкого областного УВД                                                                                  |
|      |                      | Храм Рождества Христова                         | |                                                | Памятник архитектуры                                        | |
|      |                      | Проспект Ильича                                 | |                                                | Памятник государственному и политическому деятелю           | Установлена на здании ресторана фаст-фуда «Макдональдс» со стороны просп. Ильича                                                          |
|      |                      |                                                 | |                                                | Великая Отечественная война                                 | |
|      |                      |                                                 | |                                                | Великая Отечественная война                                 | |
|      |                      | Курако, Михаил Константинович                   | |                                                | Памятник деятелю в области науки и техники                  | |
|      |                      | Любавин, Пётр Митрофанович                      | |                                                | Памятник государственному и политическому деятелю           | |
|      | 18 ноября 2003 года  | Ляшко, Александр Павлович                       | |                                                | Памятник государственному и политическому деятелю           | |
|      |                      | Ляшко, Александр Павлович                       | |                                                | Памятник государственному и политическому деятелю           | |
|      |                      | Мельников, Леонид Георгиевич                    | Здесь учился с 1933 по 1936 год советский партийный и государственный деятель Мельников Леонид Георгиевич (1906-1981 гг.) |                                                | Памятник государственному и политическому деятелю           | ул. Артёма, 58 |
|      |                      | Памятная доска о здании                         | |                                                | Памятник архитектуры                                        | Установлен на здании Донецкого театра оперы и балета со стороны ул. Артёма, слева от центрального входа (ул. Артёма 82)                   |
|      |                      | Памятная доска о наградах СССР Донецкой области | |                                                |                                                             | |
|      |                      | Памятная доска о наградах СССР Донецкой области | |                                                |                                                             | |
|      |                      | Пластовец, Александр Алексеевич                 | |                                                | Памятник воину-интернационалисту                            | |
|      |                      |                                                 | |                                                | Великая Отечественная война                                 | |
|      |                      | Улица Постышева                                 | |                                                | Памятник государственному и политическому деятелю           | |
|      |                      | Повх, Иван Лукич                                | |                                                | Памятник деятелю в области науки и техники                  | |
|      |                      | Прокофьев, Сергей Сергеевич                     | |                                                | Памятник деятелю культуры                                   | Установлена у входа в Донецкую филармонию (ул. П. Постышева 117)                                                                          |
|      |                      |                                                 | |                                                | Памятник жертвам политических репрессий                     | Установлена слева от входа в Донецкую музыкальную академию (ул. Артёма 44)                                                                |
|      |                      | Щербань, Евгений Александрович                  | |                                                | Памятник выдающимся предпринимателям                        | |
|      |                      |                                                 | |                                                | Памятник архитектуры                                        | Установлена на фасаде здания коммерческого банка (ул. Ткаченко 113)                                                                       |
|      |                      | Стрельченко, Иван Иванович                      | |                                                | Памятник выдающимся организаторам производства              | Установлена на фасаде здания Центрального бюро научно-технической информации Министерства угольной промышленности Украины (ул. Артёма 60) |
|      |                      | Титов, Герман Степанович                        | |                                                | Памятник советским космонавтам                              | |
|      |                      | Приклонский, Виктор Васильевич                  | |                                                | Деятелю в области науки и техники                           | |
|      |                      |                                                 | |                                                | Великая Отечественная война                                 | |
|      |                      | Засядько, Александр Фёдорович                   | |                                                | Памятник выдающимся организаторам производства              | На фасаде здания комбината «Донецкуголь» (слева от входа в здание со стороны ул. Артёма))                                                 |
|      |                      | Охранная доска о памятнике архитектуры          | |                                                | Памятник архитектуры                                        | На фасаде здания КП «Донецкгортеплосеть» по ул. Челюскинцев                                                                               |
|      |                      | Памятная доска о памятнике архитектуры          | |                                                | Памятник архитектуры                                        | Установлена на фасаде жилого здания по бул. Пушкина 2 (на первом этаже расположен футбольный клуб «Шахтёр»)                               |
|      |                      | Дегтярёв, Владимир Иванович                     | |                                                | Памятник государственным и политическим деятелям            | |
|      | 1994 ?               | Лопатинский, Ярослав Борисович                  | | скульптор Бринь Леонид Артёмович               | Памятник деятелям в области науки и техники                 | |
|      |                      | Медведев, Дмитрий Николаевич                    | |                                                | Памятник деятелям культуры                                  | Установлена на фасаде жилого дома по адресу: ул. Челюскинцев 55                                                                           |
|      |                      | Галкин, Александр Александрович                 | |                                                | Памятник деятелям науки и техники                           | |
|      | январь 2005 г.       | Миронов, Василий Петрович                       | | скульптор Скорых А. М., архитектор Бучек В. С. | Памятник государственным и политическим деятелям            | Установлена на левом краю главного фасада здания исполнительного комитета Донецкого городского совета (ул. Артёма 98)                     |
|      |                      | Черкашина, Лариса Евгеньевна                    | |                                                | Памятник деятелям культуры                                  | |
|      | 2000 год             | Ясиненко, Николай Васильевич                    | | скульптор Балдин, Юрий Иванович                | Памятник деятелям культуры                                  | |
|      |                      | Альшиц, Яков Исаакович                          | Здесь с 1951 г. по 1982 г. работал создатель научной школы по горным машинам, доктор технических наук, профессор, лауреат Государственной премии СССР Альшиц Яков Исаакович (1906—1982) |                                                | Памятник деятелям науки и техники                           | ул. Артёма, 58 |
|      |                      | Бойко, Николай Павлович                         | Здесь работал с 1976 по 1990 годы Герой Советского Союза, кандидат исторических наук, доцент Бойко Николай Павлович <05.05.1911-23.03.1995 гг.> Звание Героя Советского Союза присвоено 16 октября 1943 года "За героический подвиг, проявленный при форсировании реки Днепр севернее Киева и прочное закрепление плацдарма на западном берегу реки Днепр |                                                | Великая Отечественная война                                 | ул. Артёма, 58 |
|      |                      | Гейер, Виктор Георгиевич                        | Лауреат Государственной премии СССР, заслуженный деятель науки и техники, 1903—1990, Гейер Виктор Георгиевич, профессор, доктор технических наук, работал здесь с 1931 по 1900 г. |                                                | Памятник деятелям науки и техники                           | ул. Артёма, 58 |
|      |                      | Коробчанский, Иван Евстафиевич                  | 1896-1956 Тут працював з 1930 по 1956 рр. видатний український вчений у галузі термічної переробки палива, член-кореспондент АН України, доктор технічних наук, професор Коробчанський Іван Євстафійович |                                                | Памятник деятелям науки и техники                           | ул. Артёма, 58 |
|      |                      | Малеев, Георгий Васильевич                      | Здесь учился и работал заслуженный работник высшей школы, лауреат Государственной премии Украины, профессор Малеев Георгий Васильевич (1924—1994) |                                                | Памятник деятелям науки техники                             | ул. Артёма, 58 |
|      |                      | Оглоблин, Дмитрий Николаевич                    | Заслуженный деятель науки и техники УССР, доктор технических наук, профессор Дмитрий Николаевич Оглоблин (1905-1968 гг.) Руководил кафедрой маркшейдерского дела ДПИ с 1948 по 1968 г. |                                                | Памятник деятелям науки и техники                           | ул. Артёма, 58 |
|      |                      | Пак, Витольд Степанович                         | Здесь с 1934 г. по 1940 г. и с 1944 г. по 1964 н. работал академик АН УССР Пак Витольд Степанович (1888-1965гг) |                                                | Памятник деятелям науки и техники                           | ул. Артёма, 58 |
|      |                      | Хрущёв, Никита Сергеевич                        | У 1922—1925 рр. тут навчався Хрущов Микита Сергійович (1894—1971 рр.) Радянський державний політичний діяч, тричі Герой Соціалістичної Праці, Герой Радянського Союзу. У 1953—1964 рр. Перший секретар ЦК КПРС. Голова Ради Міністрів СРСР. |                                                | Памятник государственным и политическим деятелям            | ул. Артёма, 58 |
|      |                      | Черкашнев, Иван Трофимович                      | Здесь учился с 1939 по 1941 годы Герой Советского Союза Черкашнев Иван Трофимович <25.09.1911-24.02.1954 годы> Звание Героя Советского Союза присвоено 21 февраля 1945 г. «За образцовое выполнение боевых заданий командования на фронте борьбы с немецкими захватчиками и проявленные при этом отвагу и геройство»                                      |                                                | Великая Отечественная война                                 | ул. Артёма, 58 |
|      |                      | Засядько, Александр Фёдорович                   | У цьому інституті в 1930—1935 роках навчався видатний державний діяч, Міністр вугільної промисловості, Герой Социалістичної Праці Олександр Федорович Засядько (1910—1963) |                                                | Памятник государственным и политическим деятелям            | ул. Артёма, 58 |
|      |                      | Сургай, Николай Сафонович                       | Видатний державний і громадський діяч, Міністр вугільної промисловості України, Народний депутат України, доктор технічних наук, професор, Лауреат державної премії України, Герой Украиїни, випускник Донецького індустріального інституту 1959 року Сургай Микола Сафонович (1933—2009)                                                                 |                                                | Памятник деятелям науки и техники                           | ул. Артёма, 58 |
|      |                      | Винник, Александр Яковлевич                     | В этом доме в 1956—1981 г. жил и работал Донецкий писатель ВИННИК А. Я. |                                                | Памятник деятелям культуры                                  | Университетская, 16 |

## Памятники архитектуры
- 1915 — Дворец культуры имени Горького
- 1927 — Дворец культуры имени Франко (архитектор — Л. Берберов, художник — Чернышов)
- 1928 — Здание ЦБНТИ (архитекторы — Б. Дзбановский, О. Мельникова)
- 1928 — Кинотеатр «Комсомолец» (архитекторы Г. Яновицкий, Н. Порхунов)
- 1929 — Политехнический институт (архитектор — Я. Штейнберг)
- 1932 — Государственный музыкально-педагогический институт (архитектор — А. Левитанский)
- 1936 — Областная библиотека имени Крупской
- 1936 — Кинотеатр имени Т. Г. Шевченко (архитектор — Л. Теплицкий), в 1968 году реконструирован по проекту архитектора А. П. Страшнова
- 1938 — Гостиница «Донбасс-Палас» (архитектор — И. Речакин, А. Шувалова)
- 1941 — Государственный театр оперы и балета (архитектор — Л. Котовский)
- 1949—1950 — Дворец пионеров (архитектор — Навроцкий, Георгий Иванович, скульптор — В. М. Костин)
- 1951—1954 — Мост через реку Кальмиус по проспекту Ильича (скульпторы — И. Першудчев, А. Постол, Л. Райзман, Н. Мухатаева)
- 1952 — Здание Донгипрошахт (архитектор — Навроцкий, Георгий Иванович)
- 1952 — Дворец спорта «Шахтёр» (архитекторы — Навроцкий, Георгий Иванович и О. К. Терзян)
- 1956 — Здание Министерства угольной промышленности (архитекторы — В. Орехов, В. Костенко)
- 1961 — Донецкий драматический театр (архитектор — Е. Чечик)